# Zé Castro
José Eduardo Rosa Vale Castro (Coimbra, 13 januari 1983) - alias Zé Castro - is een Portugees betaald voetballer die bij voorkeur in de verdediging speelt. Hij verruilde in 2013 Deportivo La Coruña voor Rayo Vallecano. Zé Castro debuteerde in juni 2009 in het Portugees voetbalelftal.

## Clubvoetbal
Zé Castro werd in 2006 door Atlético Madrid gecontracteerd voor het seizoen 2006/07. De Portugees speelde in het centrum van de verdediging en kwam eerder van 2003 tot 2006 uit voor Académica Coimbra. Hier doorliep hij ook de jeugdopleiding. Na twee seizoenen bij Atlético werd hij verhuurd aan Deportivo La Coruña. Na zijn huurperiode nam Deportivo Zé Castro definitief over.

## Nationale ploeg
Zé Castro maakte op 10 juni 2009 zijn debuut als Portugees international, tegen Estland. Hij speelde eerder achttien jeugdinterlands, waarbij hij één keer scoorde.

## Statistieken
| seizoen | club                  | land              | competitie       | wed. | goals |
| ------- | --------------------- | ----------------- | ---------------- | ---- | ----- |
| 2003/04 | Académica Coimbra     | Vlag van Portugal | SuperLiga        | 1    | 0     |
| 2004/05 | Académica Coimbra     | Vlag van Portugal | SuperLiga        | 24   | 1     |
| 2005/06 | Académica Coimbra     | Vlag van Portugal | SuperLiga        | 30   | 0     |
| 2006/07 | Atlético Madrid       | Vlag van Spanje   | Primera División | 22   | 2     |
| 2007/08 | Atlético Madrid       | Vlag van Spanje   | Primera División | 8    | 0     |
| 2008/09 | → Deportivo La Coruña | Vlag van Spanje   | Primera División | 29   | 1     |
| 2009/10 | Deportivo La Coruña   | Vlag van Spanje   | Primera División | 10   | 0     |
| 2010/11 | Deportivo La Coruña   | Vlag van Spanje   | Primera División | 9    | 0     |
| 2011/12 | Deportivo La Coruña   | Vlag van Spanje   | Segunda División | 27   | 0     |
| 2012/13 | Deportivo La Coruña   | Vlag van Spanje   | Primera División | 24   | 0     |
| 2013/14 | Rayo Vallecano        | Vlag van Spanje   | Primera División | 19   | 0     |
| 2014/15 | Rayo Vallecano        | Vlag van Spanje   | Primera División | 28   | 0     |
| 2015/16 | Rayo Vallecano        | Vlag van Spanje   | Primera División | 3    | 0     |

## Erelijst
| Kampioen Segunda División A | 1x | 2011/12 |

1 Cárdenas ·
2 Rațiu ·
3 Chavarría ·
4 Díaz ·
5 Aridane ·
6 Ciss ·
7 Isi ·
8 Trejo  ·
9 De Tomás ·
10 James ·
11 Nteka ·
12 Guardiola ·
13 Batalla ·
14 Camello ·
15 Gumbau ·
16 Mumin ·
17 U. López ·
18 Á. García ·
19 de Frutos ·
20 Balliu ·
21 Embarba ·
22 Espino ·
23 Valentín ·
24 Lejeune ·
25 Montiel ·
27 Pelayo ·
29 Méndez ·
Coach: Pérez
· Assistent-coach: Adrián